# 常陸太田駅
常陸太田駅（ひたちおおたえき）は、茨城県常陸太田市山下町にある、東日本旅客鉄道（JR東日本）水郡線（支線）の駅。支線の終点である。

## 歴史
水戸市と太田町を結ぶ太田鉄道の駅として開業し、後に国有化され、水郡線の駅となった。
かつては国道349号を挟んだ駅前に日立電鉄の常北太田駅が存在し、乗り換えが可能だったが、2005年（平成17年）に廃止された。その後の周辺整備により電鉄駅の跡地も転用され、当時の面影は少なくなっている。

### 年表
- 1899年（明治32年）4月1日：太田鉄道の太田駅として開業[2]。
- 1901年（明治34年）10月21日：太田鉄道が水戸鉄道（2代）に営業譲渡。
- 1927年（昭和2年）12月1日：水戸鉄道が国有化[2]。同時に常陸太田駅に改称[2]。
- 1929年（昭和4年）11月15日：陸軍特別大演習（宮下野外統監部）に向かう昭和天皇乗車のお召し列車が、水戸駅-石岡駅間で往復運転[3]。
- 1945年（昭和20年）7月17日：艦載機による機銃掃射を受ける[4]。
- 1982年（昭和57年）10月1日：貨物扱い廃止[2]。
- 1984年（昭和59年）2月1日：荷物扱い廃止[2]。
- 1987年（昭和62年）4月1日：国鉄分割民営化により、JR東日本の駅となる[2]。
- 1993年（平成5年）1月20日：みどりの窓口営業開始[5]。
- 2010年（平成22年）
  - 5月29日：常陸太田駅周辺整備事業のため、列車の発着を仮設ホームに移転。
  - 7月29日：駅舎新築工事安全祈願祭を実施。
- 2011年（平成23年）4月11日：新駅舎使用開始[6]。
- 2014年（平成26年）4月1日：ICカード「Suica」の一部サービスが利用可能となる[7]。
- 2018年（平成30年）10月31日：みどりの窓口の営業を終了[8]。

## 駅構造
単式ホーム1面1線を有する地上駅であり、留置線などの側線は設置されていない。
指定席券売機・自動券売機・簡易Suica改札機設置の業務委託駅（JR東日本ステーションサービス委託）で一部時間帯は駅員が不在となる。駅の管理は水戸営業統括センターが行っている。
元々は現在の駅前ロータリーの位置にホームがあったが、周辺整備に合わせて2010年（平成22年）5月にホームをやや南方に移設し、2011年（平成23年）4月11日より新駅舎の供用が開始された。徳川光圀の隠居所である西山荘をイメージしたもので、鉄筋コンクリート一部鉄骨造り平屋建て419平方メートルあり、観光案内所との合築となる。当初は同年3月26日からの供用を予定していたが、3月11日に発生した東北地方太平洋沖地震（東日本大震災）の影響で水郡線自体が不通となったため、運転再開と同時の供用となった。
当駅からは終日概ね1時間に1本の普通列車が運行されている。最終列車到着後は夜間滞泊せず、上菅谷駅に回送され、翌朝再び当駅まで回送される。

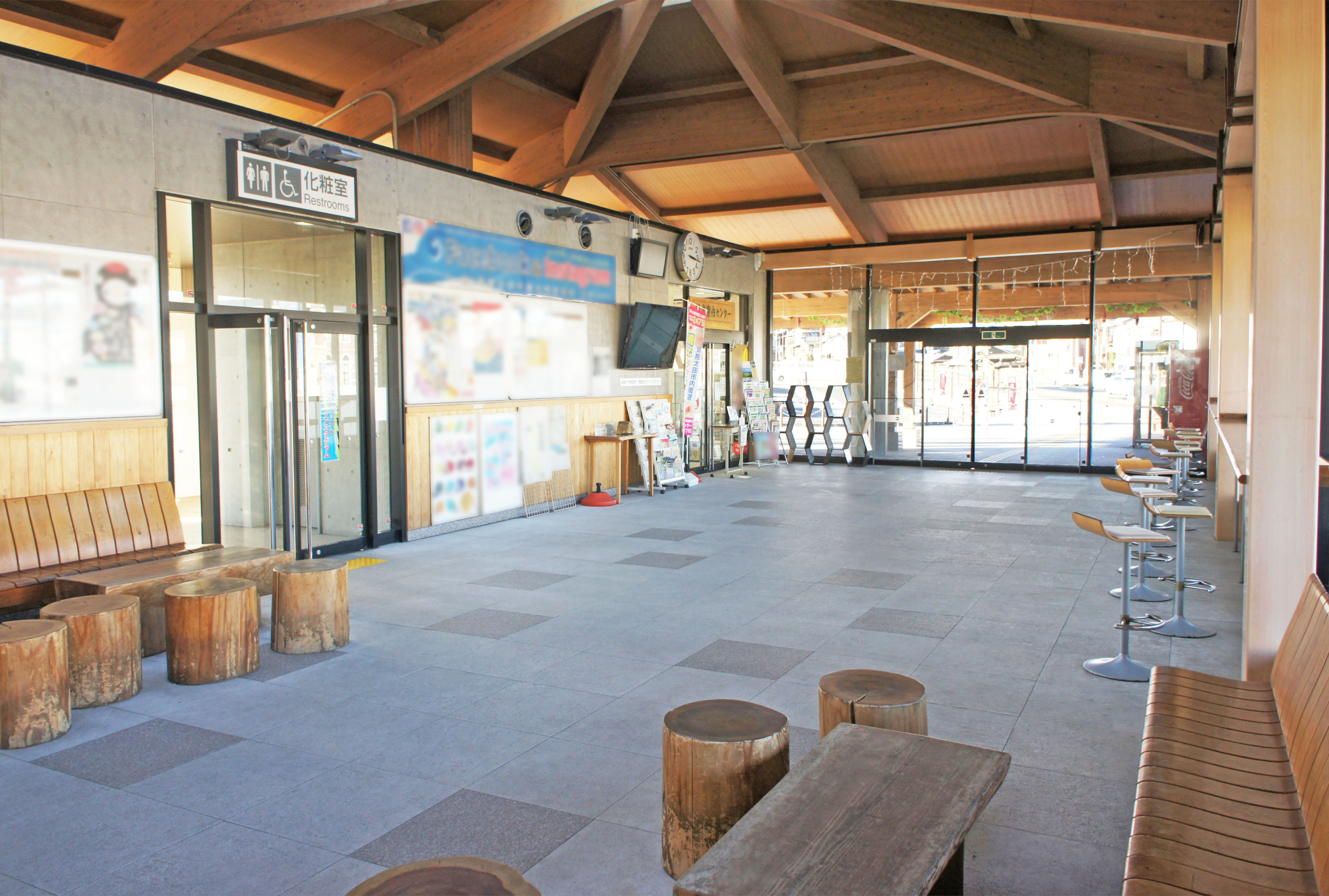
コンコース（2021年12月）
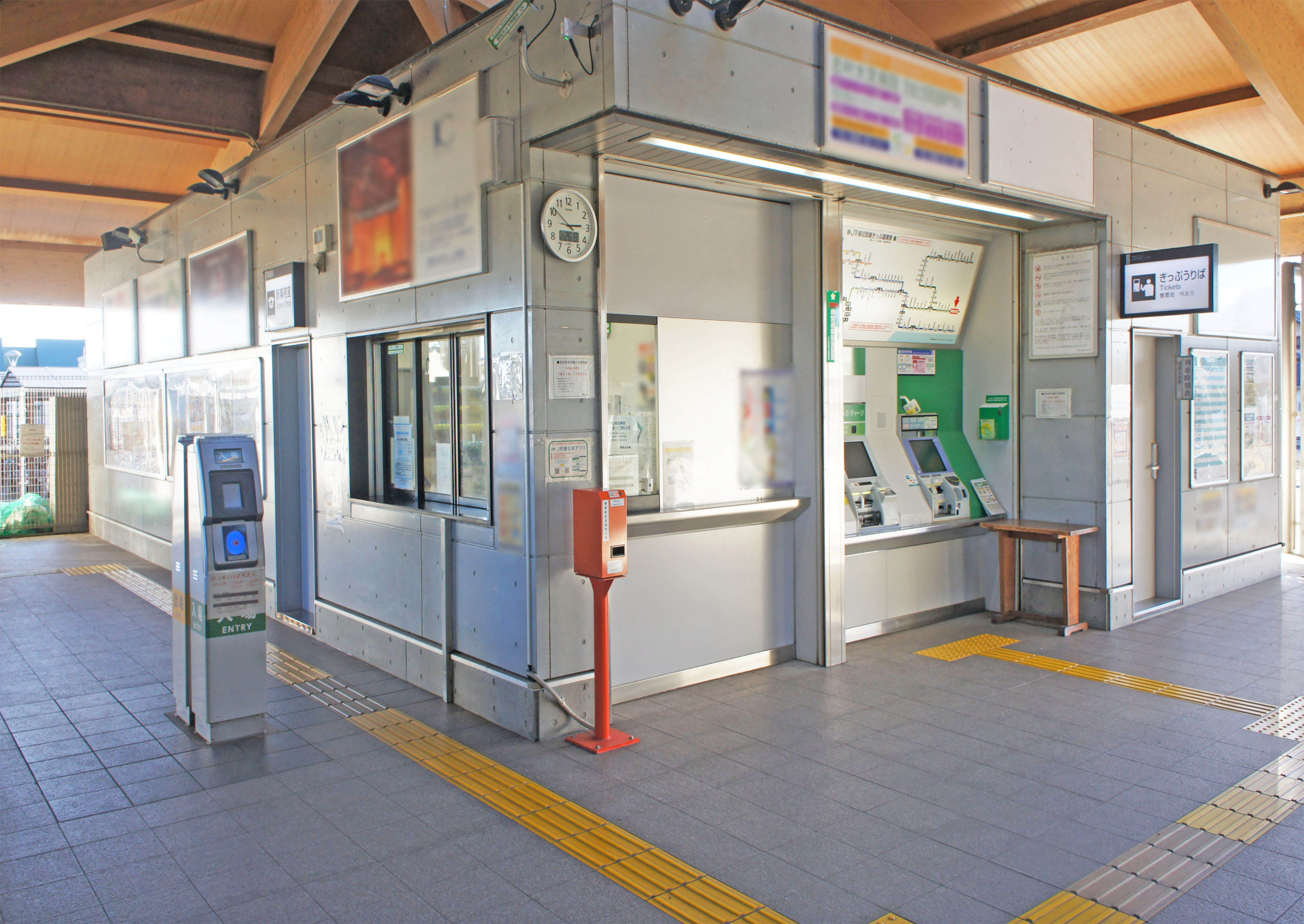
改札口と券売機（2021年12月）
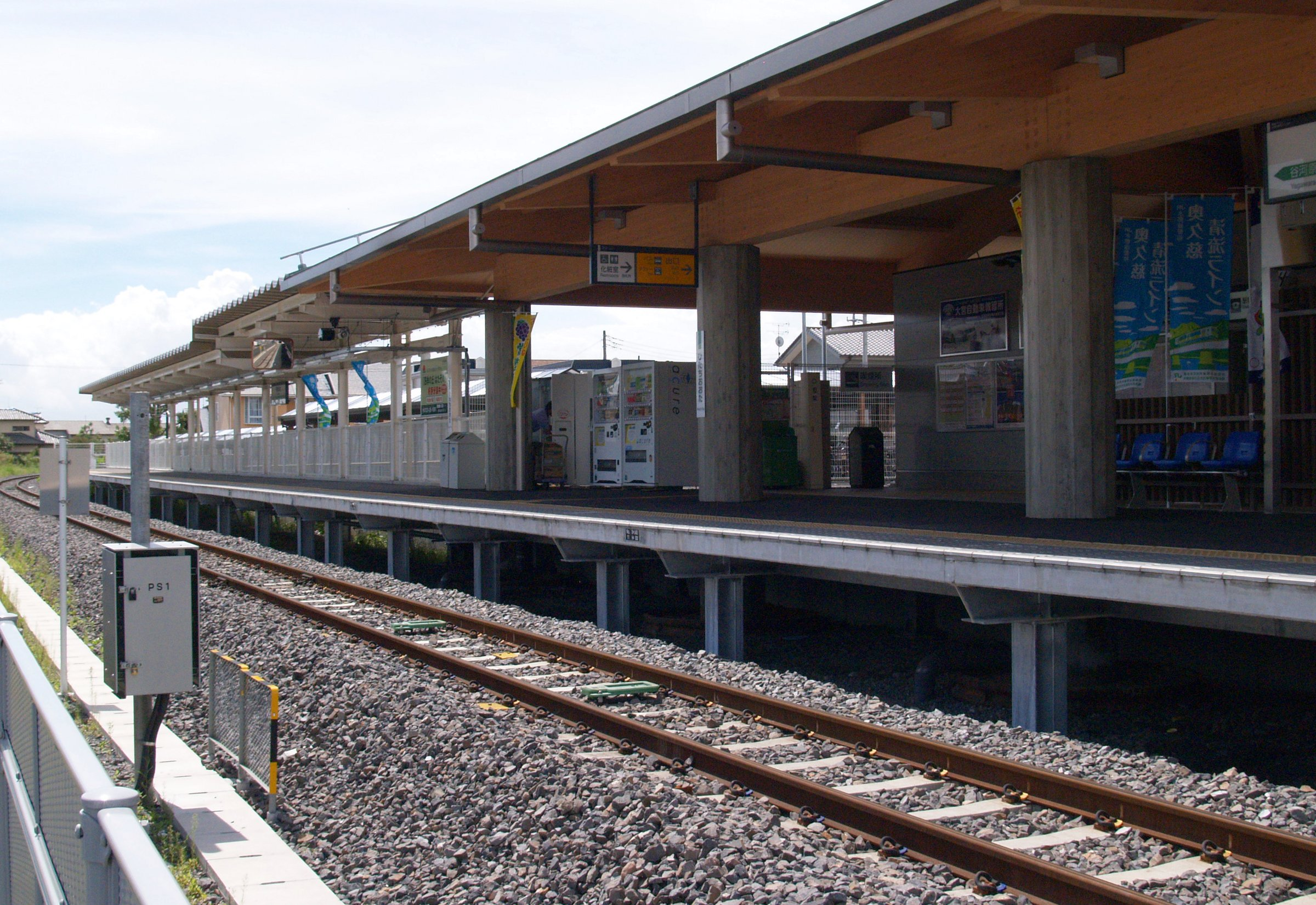
ホーム（2011年9月）
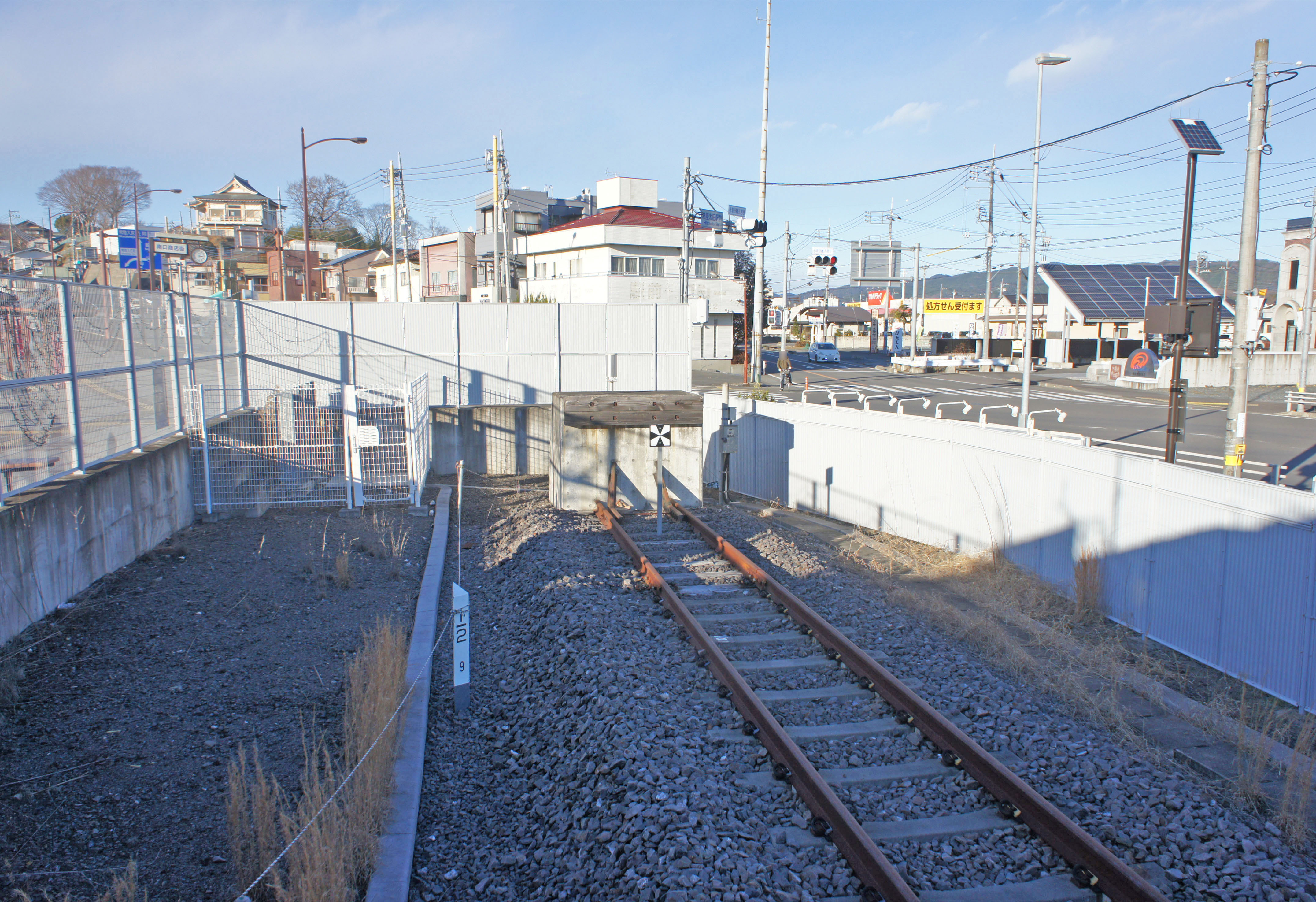
線路終端（2021年12月）

旧駅舎時代
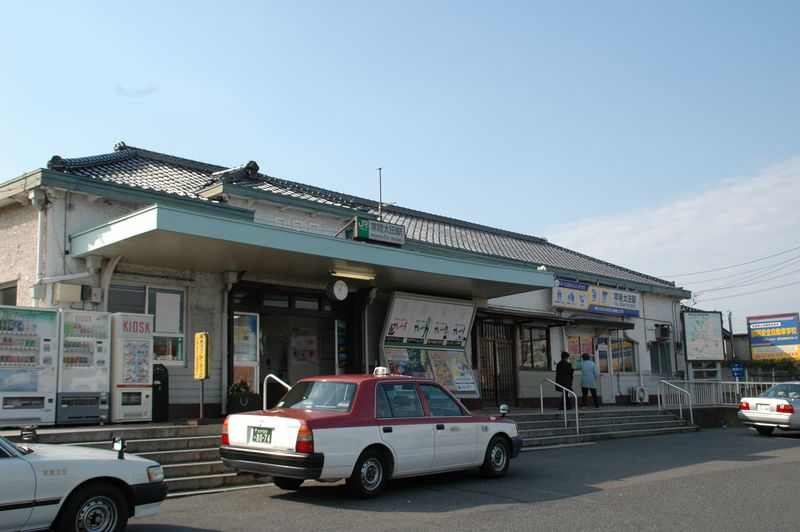
旧駅舎（2005年11月）
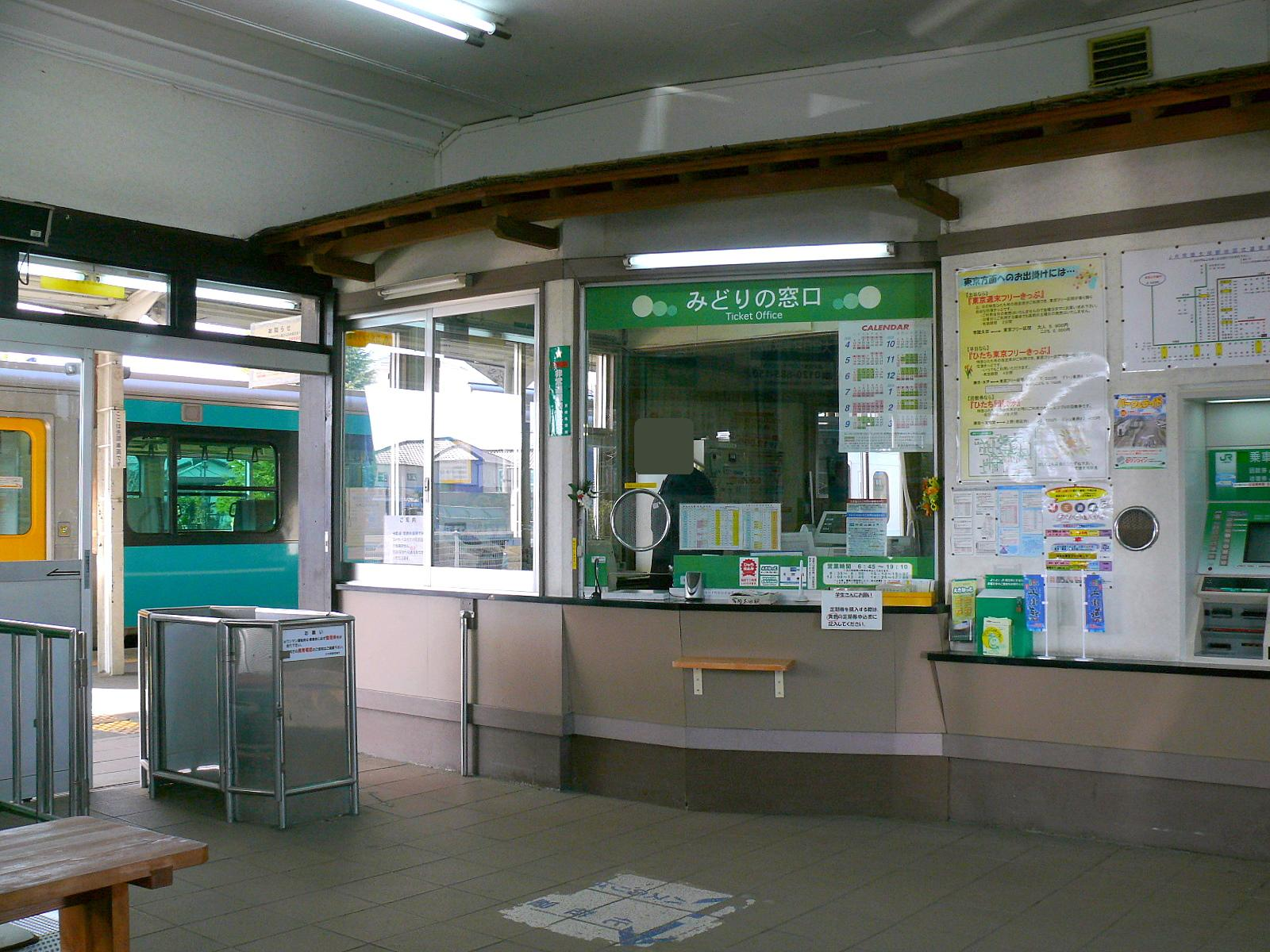
旧改札口（2009年1月）
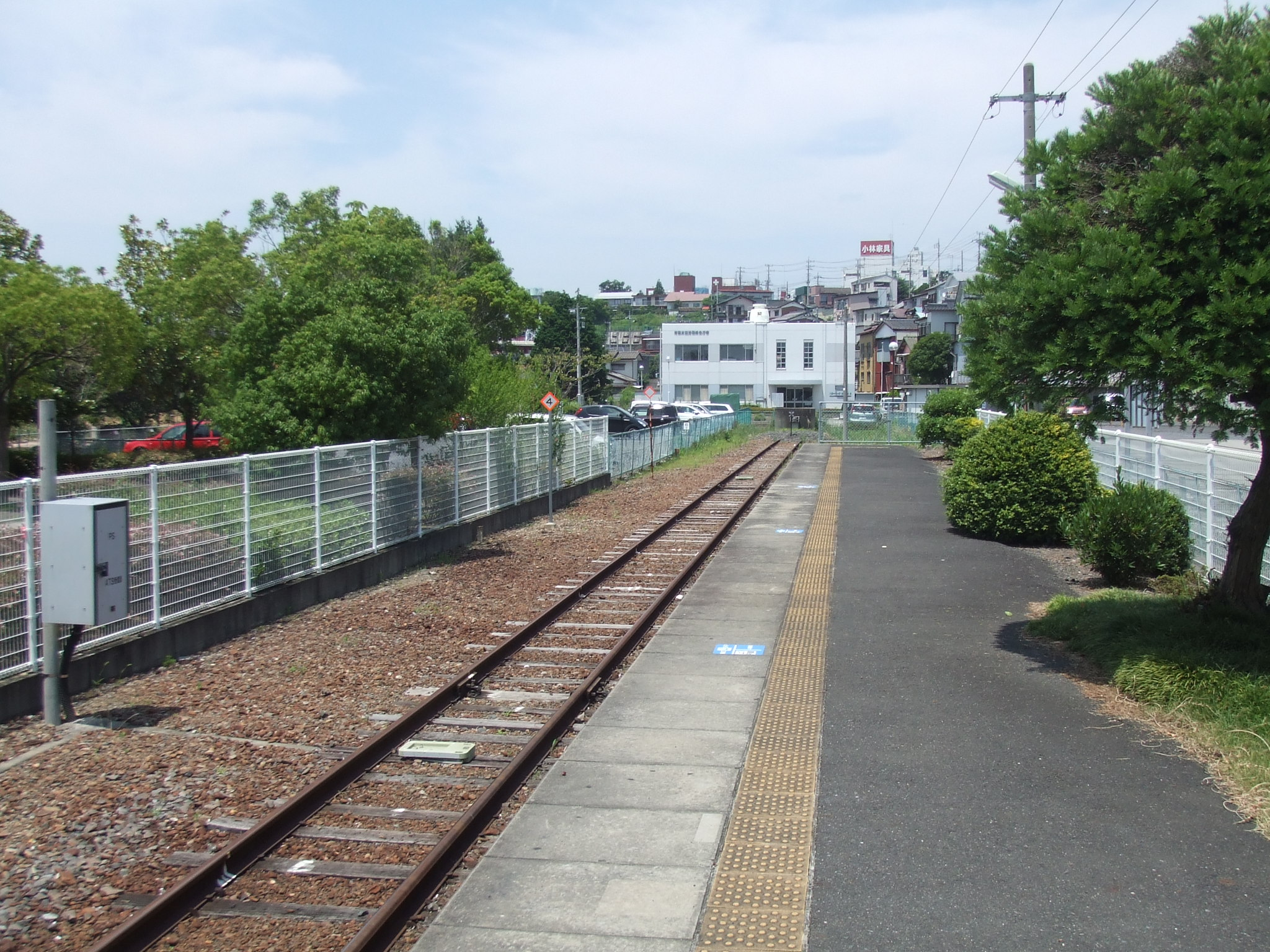
移設前のホームと線路終端（2008年7月）
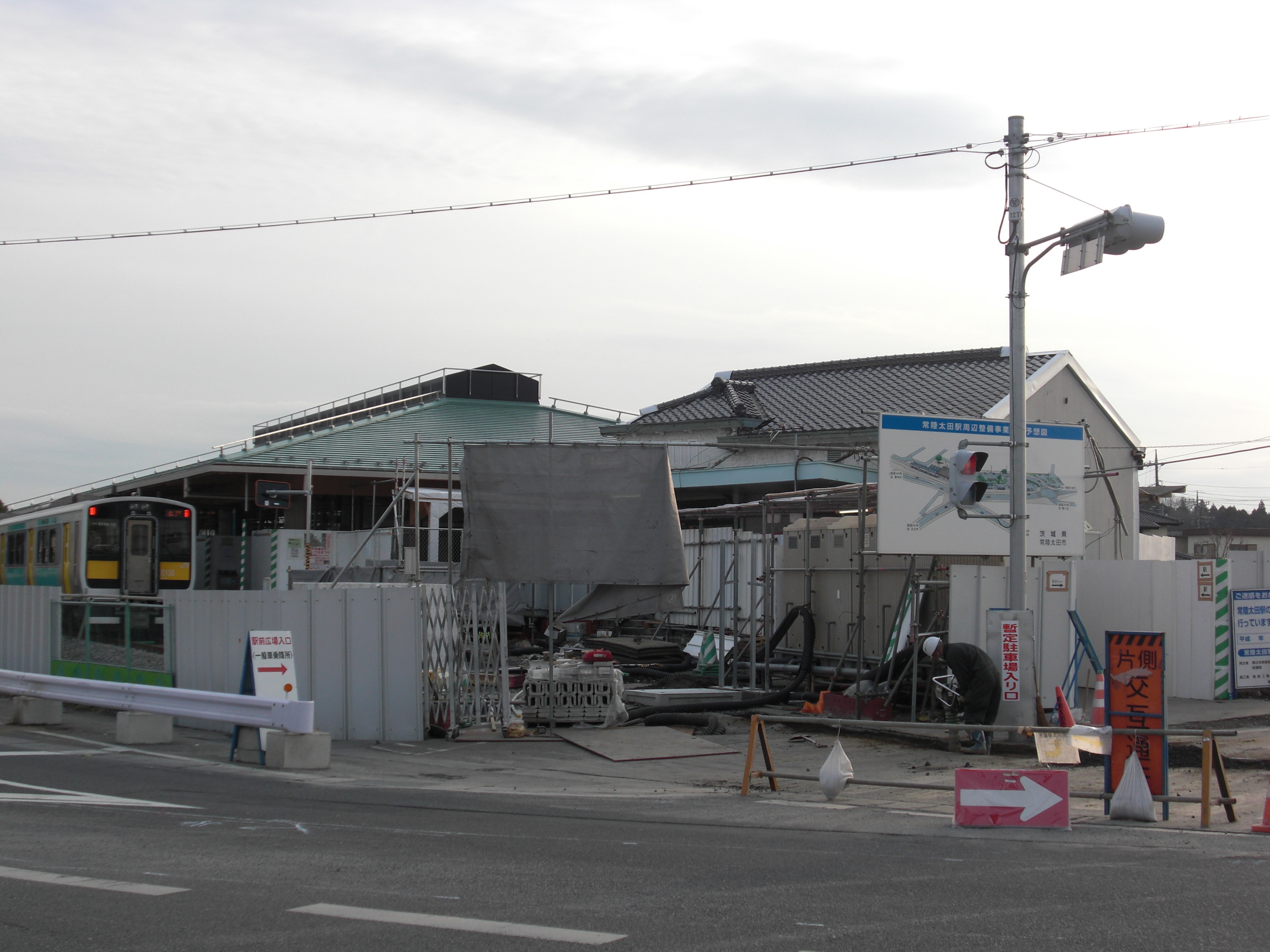
工事中の駅舎（2011年2月）

## 利用状況
JR東日本によると、2023年度（令和5年度）の1日平均乗車人員は860人である。
2000年度（平成12年度）以降の推移は以下のとおりである。
| 乗車人員推移       | 乗車人員推移     | 乗車人員推移    |
| 年度               | 1日平均 乗車人員 | 出典            |
| ------------------ | ---------------- | --------------- |
| 2000年（平成12年） | 1,254            | [ 利用客数 2 ]  |
| 2001年（平成13年） | 1,285            | [ 利用客数 3 ]  |
| 2002年（平成14年） | 1,256            | [ 利用客数 4 ]  |
| 2003年（平成15年） | 1,265            | [ 利用客数 5 ]  |
| 2004年（平成16年） | 1,291            | [ 利用客数 6 ]  |
| 2005年（平成17年） | 1,306            | [ 利用客数 7 ]  |
| 2006年（平成18年） | 1,318            | [ 利用客数 8 ]  |
| 2007年（平成19年） | 1,297            | [ 利用客数 9 ]  |
| 2008年（平成20年） | 1,234            | [ 利用客数 10 ] |
| 2009年（平成21年） | 1,202            | [ 利用客数 11 ] |
| 2010年（平成22年） | 1,195            | [ 利用客数 12 ] |
| 2011年（平成23年） | 1,123            | [ 利用客数 13 ] |
| 2012年（平成24年） | 1,169            | [ 利用客数 14 ] |
| 2013年（平成25年） | 1,218            | [ 利用客数 15 ] |
| 2014年（平成26年） | 1,232            | [ 利用客数 16 ] |
| 2015年（平成27年） | 1,235            | [ 利用客数 17 ] |
| 2016年（平成28年） | 1,189            | [ 利用客数 18 ] |
| 2017年（平成29年） | 1,172            | [ 利用客数 19 ] |
| 2018年（平成30年） | 1,205            | [ 利用客数 20 ] |
| 2019年（令和元年） | 1,153            | [ 利用客数 21 ] |
| 2020年（令和02年） | 985              | [ 利用客数 22 ] |
| 2021年（令和03年） | 890              | [ 利用客数 23 ] |
| 2022年（令和04年） | 877              | [ 利用客数 24 ] |
| 2023年（令和05年） | 860              | [ 利用客数 1 ]  |

## 駅周辺
- 国道293号
- 国道349号
- 茨城県立佐竹高等学校
- 太田税務署
- 茨城県太田警察署
- 常陸太田駅前郵便局
- 山吹運動公園
- 西山公園
  - 西山荘 - 国の重要文化財。
- 常陸太田市立太田小学校
- 常陸太田市立太田中学校
- 茨城県立太田第一高等学校・附属中学校
- 茨城県立太田西山高等学校
- 常陸太田郵便局
- 常陸太田市立図書館
- 常陸太田市民交流センターパルティホール
- 常陸太田市郷土資料館
- 常陸太田市役所
- 茨城交通太田営業所

## バス路線

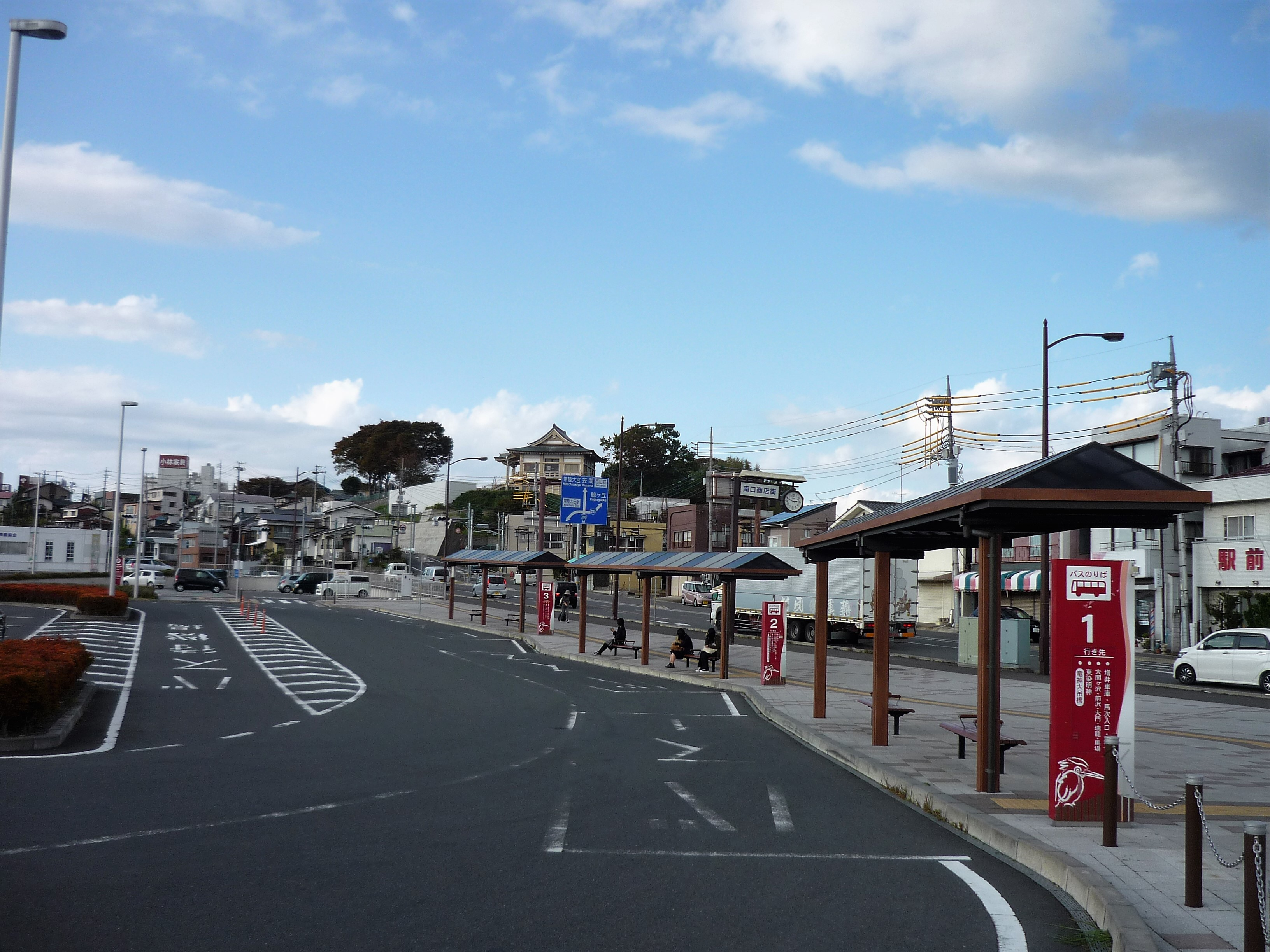
バス乗り場（2018年10月）

駅前ロータリーに茨城交通の一般路線バスが乗り入れている。
なお、東京駅・バスタ新宿発着の高速バス「常陸太田号」、茨城空港行は乗り入れておらず、当駅より約1.5 km離れた常陸太田市高速バスターミナルの発着となる。ただ、高速バス「常陸太田号」は、駅南方の国道349号上にある「太田駅入口」停留所や「道の駅ひたちおおた」にも停車する。
| のりば | 運行事業者 | 行先 | 出典   |
| ------ | ---------- | --- | ------ |
| 1      | 茨城交通   | - 水23・水24・水25：入合 - 水27：湯草 - 水28・水29・水34・水35：馬次入口 - 水30：東染明神 - 水33：竜神大吊橋 - 上菅02・太田69：一高前 - 上菅04：増井車庫 - 太田66：大間ヶ沢 - 太田70：仲城町 - 8・8こ・8西山・90・94：馬場八幡前                                     | [ 12 ] |
| 2      | 茨城交通   | - 金砂50・金砂59・金砂60：上宮田代 - 上菅01：常陸太田特別支援学校下 - 上菅01・上菅02・上菅04：上菅谷駅 - 水府30・水府33・水府35：道の駅ひたちおおた - 太田営業所 - 太田81：常陸太田駅（市内東部循環線） - 8・8こ・8西山・90：大甕駅西口 - 94：大甕駅西口、大甕工場前 | [ 12 ] |
| 3      | 茨城交通   | - 里美01・里美11・里美12：若駒つりぼり前 - 里美03・里美04・里美16：里川入口 - 里美05：小中車庫 - 里美14：漆平 - 太田60・太田79：逆久保上 - 太田61：造宗 - 総合福祉会館                                                                                               | [ 12 ] |

## 隣の駅
東日本旅客鉄道（JR東日本）
■水郡線（支線）
谷河原駅 - 常陸太田駅

### 記事本文